# Совинская
Совинская — деревня в Тотемском районе Вологодской области.
Входит в состав Медведевского сельского поселения, с точки зрения административно-территориального деления — в Медведевский сельсовет.
Расположена на левом берегу реки Малая Нореньга. Расстояние до районного центра Тотьмы по автодороге — 18,6 км, до центра муниципального образования посёлка Камчуга  по прямой — 8 км. Ближайшие населённые пункты — Горелая, Запольная, Лобаниха, Медведево.
По переписи 2002 года население — 1 человек.